# Elezioni europee del 2019 in Slovenia
Le elezioni europee del 2019 in Slovenia si sono tenute domenica 26 maggio per eleggere gli 8 membri del Parlamento europeo spettanti alla Slovenia.

## Risultati
| Liste  | Liste                                                              | Gruppo | Voti    | %     | Seggi |
| ------ | ------------------------------------------------------------------ | ------ | ------- | ----- | ----- |
|        | SDS - SLS • Partito Democratico Sloveno • Partito Popolare Sloveno | - PPE  | 126.534 | 26,25 | 3 2 1 |
|        | Socialdemocratici                                                  | S&D    | 89.936  | 18,66 | 2     |
|        | Lista di Marjan Šarec                                              | RE     | 74.431  | 15,44 | 2     |
|        | Nuova Slovenia - Democratici Cristiani                             | PPE    | 53.621  | 11,12 | 1     |
|        | La Sinistra                                                        | -      | 30.983  | 6,43  | -     |
|        | Partito Democratico dei Pensionati della Slovenia                  | -      | 27.329  | 5,67  | -     |
|        | Partito di Alenka Bratušek                                         | -      | 19.369  | 4,02  | -     |
|        | Partito Nazionale Sloveno                                          | -      | 19.347  | 4,01  | -     |
|        | Verdi di Slovenia                                                  | -      | 10.706  | 2,22  | -     |
|        | Lega Patriottica                                                   | -      | 8.184   | 1,70  | -     |
|        | Povežimo se (Pirati - SMS Zeleni - DS - Solidarnost - Altri)       | -      | 7.980   | 1,66  | -     |
|        | Partito del Centro Moderno                                         | -      | 7.823   | 1,62  | -     |
|        | Movimento della Slovenia Unita                                     | -      | 3.288   | 0,68  | -     |
|        | Buon Paese                                                         | -      | 2.544   | 0,53  | -     |
| Totale | Totale                                                             | Totale | 482.075 | 100   | 8     |